# Тоні Шерідан
То́ні Ше́рідан (англ. Tony Sheridan, 21 травня 1940, Норвіч, Норфолк — 16 лютого 2013, Гамбург) — британський співак, автор пісень, гітарист, найвідоміший завдяки співпраці з «The Beatles» на початку 1960-х, а також як один з двох не-членів «The Beatles» (крім Біллі Престона), що брав участь у записах гурту.

## Біографія
Тоні Шерідан народився у графстві Норфолк 21 травня 1940 року. З семи років опановував віолончель та грав у шкільному оркестрі, співав у шкільному та церковному хорах. У 17-річному віці закінчив класичну середню школу, пізніше втік з дому в Норвічі до Лондона зі скіфл-групою. У Лондоні спочатку грав у кав'ярнях, потім приєднувався до різних музичних груп, з якими подорожував Британськими островами, виступав з музикантами Едді Кокреном (Eddie Cochran), Марті Вільдом (Marty Wilde), Конвеєм Твітті (Conway Twitty) та Вайнсом Тейлором (Vince Taylor). У 18-річному віці з'явився на британському телебаченні у щотижневому шоу «Oh Boy» як гітарист. У 1960–1963 роках, під час виступів у Гамбурзі, співпрацював з різними британськими музичними гуртами. В цей самий період, у 1960 році, під час свого першого візиту до Гамбургу Тоні Шерідан познайомився з членами «The Beatles», пізніше, у 1961 вони акомпонували йому під час запису їх спільного диску. У Гамбурзі німецький агент фірми звукозапису «Polydor», побачивши їхній виступ на сцені, запропонував Шерідану та «The Beatles» здійснити спільний запис. 1962 року, після створення ряду синглів (перший з них, «My Bonnie»/«The Saints» посів п'яту сходинку хіт-параду) їх записи вийшли у США. 1962 року фірма «Polydor» випустила альбом «My Bonnie» на території Німеччини, однак назву команди довелося змінити на «Tony Sheridan and The Beat Brothers», оскільки назва «Beatles» є співзвучною німецькому сленговому слову «Pidels», що перекладається як «чоловічий статевий орган». Після цього альбом був перевипущений у Великій Британії, а «The Beatles» набули популярності у Британії та Німеччині.
У 1964 році після тривалого туру з Чаббі Чеккером (Chubby Checker), Джеррі Лі Льюїсом (Jerry Lee Lewis) та Чаком Беррі Тоні Шерідан, стурбований тогочасними соціально-політичними проблемами, разом з трупою музикантів прийняв війська США та союзників у В'єтнамі. 1967 року музикант разом з командою потрапив під обстріл у мілітаризованій зоні В'єтнаму, один з її членів був вбитий, внаслідок чого почали поширюватися чутки про загибель самого Тоні Шерідана. В ці часи музикант подорожував між Австралією та В'єтнамом, приймаючи американські та союзні війська. В результаті за заслуги Тоні Шерідану надано звання Шанованого Капітана Армії США.
Після повернення до Великої Британії виконував програми з власними піснями у супроводженні Лондонського симфонічного оркестру. 1978 року на повторному відкритті гамбурзького Star Club Тоні Шерідан був головним гостем, подія транслювалася німецьким телебаченням на території всієї Європи. На повторному відкритті Star Club були присутні також Пол Маккартні, Джордж Гаррісон та Рінго Старр, з якими Шерідан підтримував дружні відносини.

### Смерть
Музикант мав серйозні проблеми зі здоров'ям — у 2012 році, через декілька тижнів після концерту в Сан-Дієго, він переніс операцію на серці в Німеччині. Тоні Шерідан помер 16 лютого 2013 року в Гамбурзі внаслідок тривалої хвороби (ускладнення, пов'язані з операцією на серці) у 72-річному віці.

## Особисте життя
Був одружений, разом з родиною мешкав на півночі Німеччини. Третя та остання дружина Шерідана, Анна Зіверс (нім. Anna Sievers), померла від раку в 2011 році. Виступав з концертами в усьому світі, найчастіше у Південній Америці.

## Цікаві факти
- Справжнє ім'я Тоні Шерідана — Ендрю Есмонд Шерідан МакҐінніті (Andrew Esmond Sheridan McGinnity);
- Наприкінці 1950-х був популярним британським поп-співаком, коли він запропонував членам «The Beatles» узяти участь у записі диску «My Bonnie» як музичне супроводження. Це був їхній дебютний запис, зроблений у 1960.
- Тоні Шерідан має звання Шанованого Капітана (Honorary Captain) Армії США;
- Тоні Шерідан подружився з Елвісом Преслі, коли останній, будучи на службі у Збройних силах США, знаходився у Німеччині.

## Тоні Шерідан в Україні
Концерт Тоні Шерідана, який спочатку був запланований у Києві на 23 червня 2012 року, через особисті причини музиканта було перенесено на 13 жовтня того ж року. Виступ артиста мав бути приурочений до 50-річчя виходу першого сингла «Бітлз» Love Me Do та з нагоди дня народження Джона Леннона.

## Альбоми
| Рік  | Альбом                                       |
| ---- | -------------------------------------------- |
| 1976 | On My Mind                                   |
| 1978 | Worlds Apart                                 |
| 1984 | Novus                                        |
| 1984 | Tony Sheridan Vol. 1 (The Singles 1961—1964) |
| 1984 | Tony Sheridan Vol. 2 (The Singles 1965—1968) |
| 1984 | Tony Sheridan Vol. 3                         |
| 1986 | Ich lieb' Dich so                            |
| 1987 | Dawn Colours                                 |
| 1988 | Here And Now                                 |
| 1997 | Mother Earth Carry Me                        |
| 1999 | Damals in Hamburg                            |
| 2001 | Beatles Bop — The Hamburg Days               |
| 2001 | Historical Moments                           |
| 2002 | Influencia                                   |
| 2002 | Vagabond                                     |
| 2007 | Tony Sheridan 2007 — live                    |